# Eumorpha hornbeckiana
Eumorpha hornbeckiana är en fjärilsart som beskrevs av Harris 1839. Eumorpha hornbeckiana ingår i släktet Eumorpha och familjen svärmare. Inga underarter finns listade i Catalogue of Life.